# Paris-Roubaix 1919
Paris-Roubaix din 1919 a fost a 20-a ediție a Paris-Roubaix, o cursă clasică de ciclism de o zi din Franța. Evenimentul a avut loc pe 20 aprilie 1919 și s-a desfășurat pe o distanță de 280 de kilometri de la Paris până la velodromul din Roubaix. Câștigătorul a fost Henri Pélissier din Franța.

## Rezultate
| Loc | Ciclist                 | Timp        |
| --- | ----------------------- | ----------- |
| 1   | Henri Pélissier (FRA)   | 12h 15' 00" |
| 2   | Philippe Thys (BEL)     | +0' 00"     |
| 3   | Honoré Barthélémy (FRA) | +0' 00"     |
| 4   | Louis Heusghem (BEL)    | +1' 00"     |
| 5   | Alex Michiels (BEL)     | +1' 00"     |
| 6   | Francis Pélissier (FRA) | +10' 00"    |
| 7   | Jean Rossius (BEL)      | +15' 00"    |
| 8   | Émile Masson (BEL)      | +15' 30"    |
| 9   | Eugène Christophe (FRA) | +16' 00"    |
| 10  | Alfred Steux (BEL)      | +24' 00"    |